# Narodowy Bank Polski

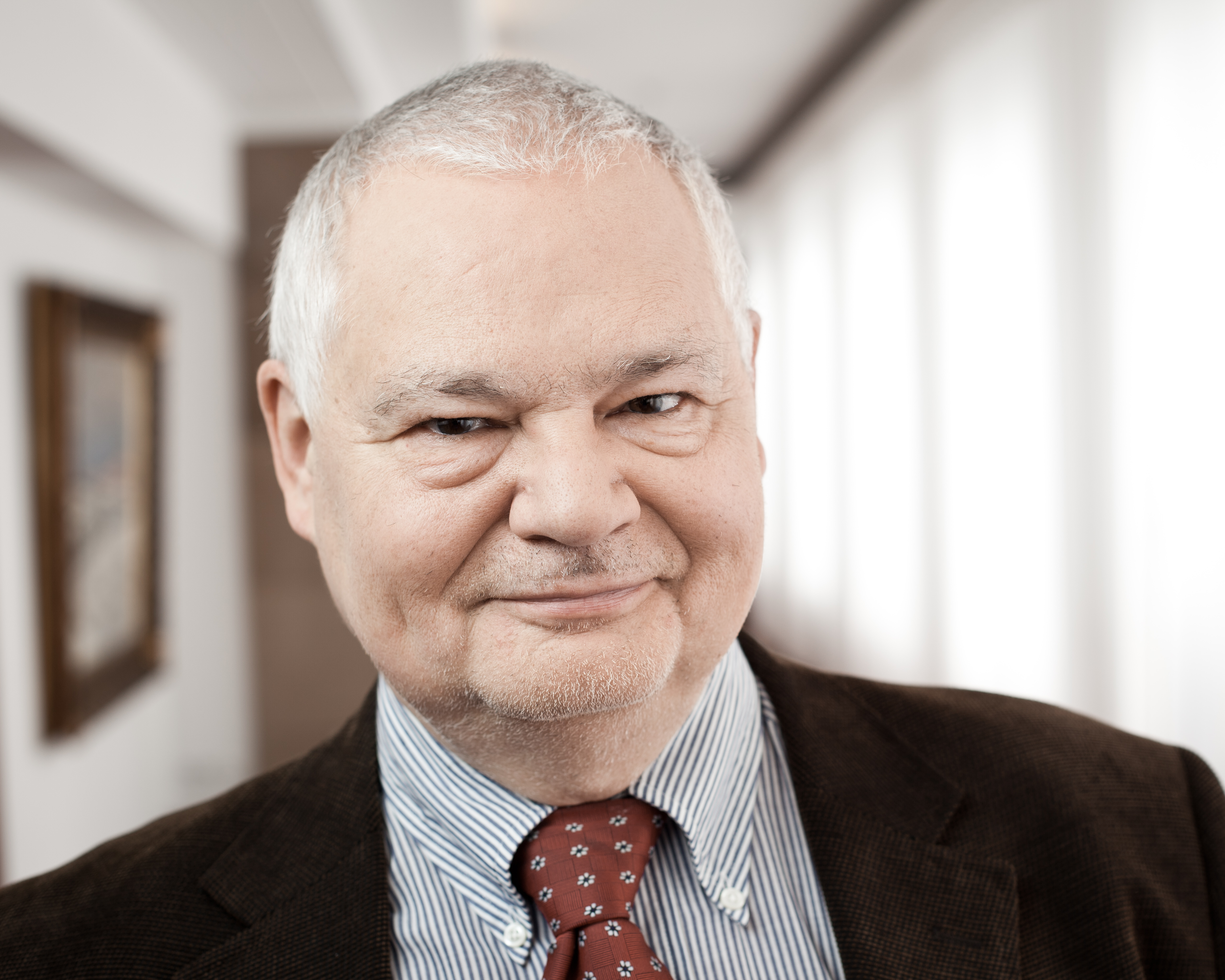
Adam Glapiński

Narodowy Bank Polski (NBP) är Polens centralbank. Den grundades 1945 och har sitt säte i Warszawa. Sedan den 1 maj 2004 utgör centralbanken en del av Europeiska centralbankssystemet. Centralbankschef är Adam Glapiński.